# 伊貝里格山
47°30′51″N 8°14′42″E / 47.514288°N 8.244982°E

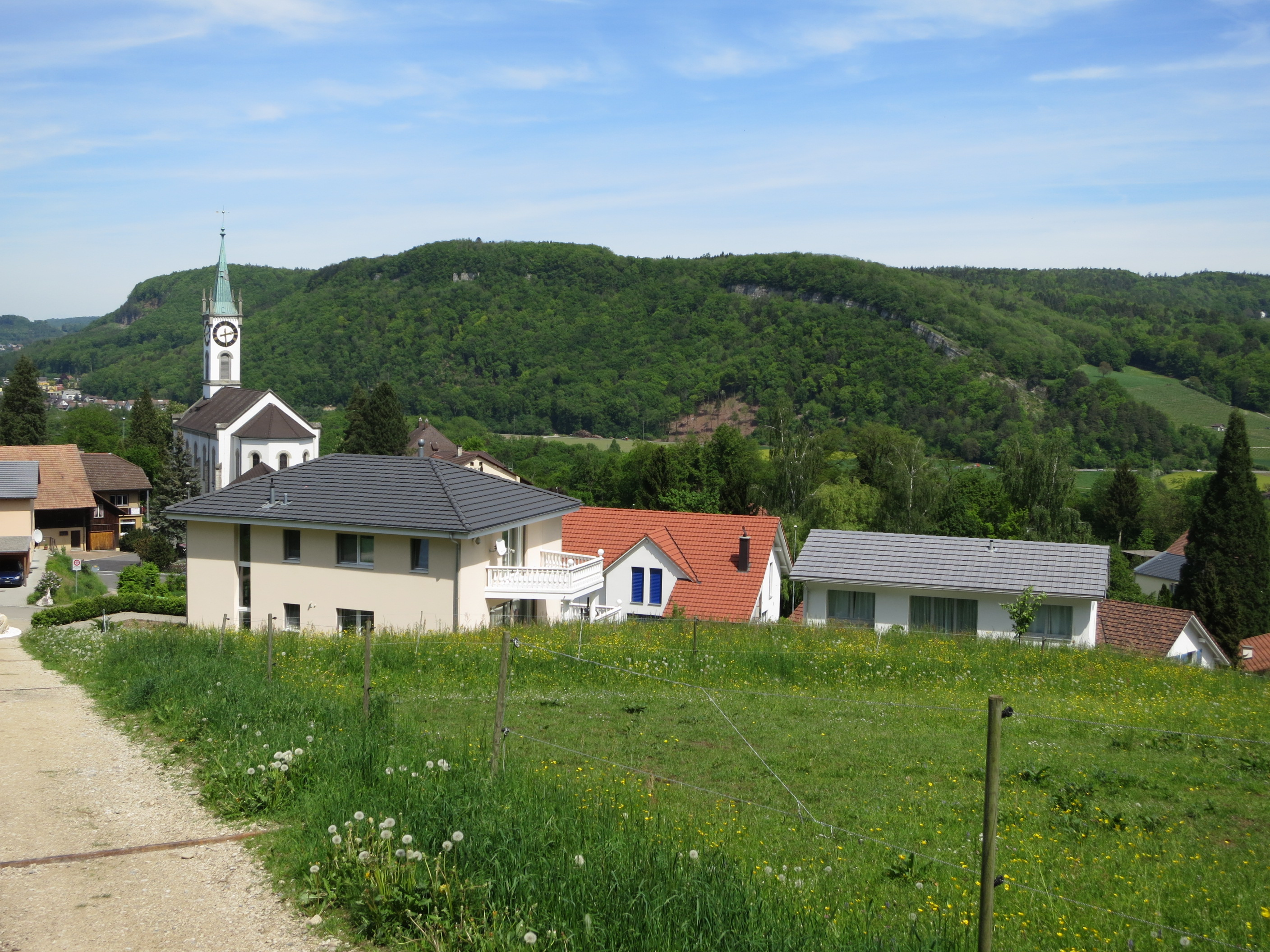

伊貝里格山（德語：Iberig），是瑞士的山峰，位於該國北部阿爾高州，由下錫根塔爾負責管轄，處於錫根貝格山西南部，該山峰海拔高度為511米。